# Nihat Kabanlı
Nihat Kabanlı (ur. 1944) – turecki zapaśnik walczący w stylu wolnym. 
Brązowy medalista mistrzostw świata w 1966. Mistrz Europy w 1967; trzeci w 1966; czwarty w 1969 roku.